# 久利亚诺
久利亚诺，全名久利亚诺·维克托·德·保拉（Giuliano Victor de Paula，1990年5月31日—），是一名巴西职业足球运动员，司职前腰，现效力于巴甲球會哥連泰斯。

## 俱乐部生涯
久利亚诺自幼就被认为是一名天才球员，并在2007年2月13日和巴乙球会巴拉纳签订他的第一份职业合同。2009年，久利亚诺转会加盟巴甲球会国际体育会，担任达历山德罗和安德烈齐尼奥的替补。他在2010年南美解放者杯中表现出色，在1/4决赛次回合、半决赛首回合、决赛首回合及次回合都有入球，以6个进球成为球队在解放者杯的最佳射手。并帮助国际队捧得冠军。在2011年久利亚诺轉會至烏克蘭足球超級聯賽球會迪尼普效力。

## 国家队生涯
久利亚诺在2009年入选巴西U-20国家队，并在2009年南美青年足球锦标赛中带来巴西队获得冠军，获得2009年世界青年足球锦标赛的参赛名额。10月份他又跟随巴西U-20国家队在埃及举办的2009年世界青年足球锦标赛获得亚军，他本人也获得铜球奖的荣誉。

## 荣誉

### 俱乐部
- 国际体育会
  - 南美解放者杯：2010

### 国家队
- 巴西U-20
  - 南美青年足球锦标赛：2009

### 个人
- 2009年世界青年足球锦标赛铜球奖